# Ávilai Szent János
Ávilai János (spanyol: Juan de Ávila), katolikus egyházi nevén Ávilai Szent János (Almodovar-del-Campo, 1499. január 6. – Montilla, 1569. május 10.) hitszónok, egyházi író. A katolikus egyház szentje; 1946 óta a spanyol világi papság védőszentje. 2012-ben XVI. Benedek pápa Bingeni Hildegárd német misztikussal együtt az egyháztanítóvá nyilvánította.

## Élete
Dél-Spanyolországban született. Szülei áttérített (konvertita) zsidók voltak, és ez gátolta mind világi, mind egyházi karrierjét egész életében — sőt, még halála után is afféle szeplőnek számított, ezért például tanítványa és hivatalos életrajzírója, Granadai Lajos (1504–1588) következetesen elhallgatta ezt a tényt.
A tehetséges ifjút apja a salamancai egyetemre küldte jogot tanulni, de — valószínűleg származása miatt — nemsokára el kellett hagynia az intézményt. Egy nap, amikor megnézte a bikaviadalt, annak kegyetlensége olyan mélyen feldúlta, hogy elhatározta: elhagyja a világot, és szerzetes lesz. Először megkérte szüleit, engedjék meg neki, hogy három évig otthon imádkozzon és szemlélődjön. Megromlott egészségű szülei örömmel hozzájárultak kéréséhez, mert így közelükben tudhatták.
János ezután az alcalái egyetemen megszerezte a „művészetek baccalaureusa” fokozatot, majd három évig teológiát tanult. Időközben elhunyt szülei tekintélyes vagyont hagytak rá, de amikor pappá szentelték, azt szétosztotta a szegények között.
A nemrég felfedezett Amerikába szeretett volna utazni hithirdetőnek, de származása miatt erről a tervéről is le kellett mondania. Ezért kilenc évig Andalúziát járta Sevilla érsekének megbízásából mint prédikátor és népmisszionárius. Fiatalok és öregek, szegények és gazdagok tolongtak prédikációira. Leghíresebb „megtérője” Istenes Szent János volt.
Beszédeiben, írásaiban pellengérre állította a gazdagok és hatalmasok kicsapongását, tékozlását, és ezzel sok ellenséget szerzett magának. Mint veszedelmes újítót bepanaszolták az inkvizíciónál, amely fogságba vetette. 1532 decemberében huszonkét pontból álló vádat emeltek ellene.
1533-ban szabadon engedték, de figyelmeztették, hogy óvatosabban fogalmazzon. Amikor szabadlábra kerülve először prédikált újra nyilvánosan, a nép lelkesen ünnepelte.
Bár aktív hitszónok volt és sokakkal levelezett (barátai közé sorolhatta loyolai Ignác mellett Alcántarai Szent Pétert és Ávilai Nagy Szent Terézt is), maradt ideje egyéb tevékenységekre is — egyebek közt a földek öntözésére is kitalált egy újfajta eljárást. Alapított tizenöt magasabb fokú (mai gimnáziumokhoz hasonló) iskolát; ezek közülük a baezai csakhamar egyetemmé fejlődött. Mindeközben nagy anyagi és emberi nehézségekkel kellett megküzdenie, különösképpen, mert felkarolta sorstársait, a megtért zsidókat és félzsidókat, akiknek hozzá hasonló nehézségeket kellett elszenvedniök. Ugyanilyen okokból több tanítványát küldte Granadába a moriszkók, (iszlám konvertiták) megsegítésére is.
1545-ben ismerkedett meg Loyolai Ignáccal, akinek eszméit nagyon rokonszenvesnek találta, és hosszú ideig azon gondolkodott, hogy tanítványaival együtt belép Jézus Társaságába. Ignác fel is vette volna őket; ezt valószínűleg Andalúzia akkori provinciálisa akadályozta meg — feltehetően János zsidó származása miatt. Nyugodtan halnék meg, ha barátaimat e szent társaság szárnyai alatt hagyhatnám—mondta. Ez sem sikerült, mert granadai barátai között számos megtért zsidó volt, és a rend nem vette fel őket. Néhány tanítványa 1554-ben mégis belépett Jézus Társaságába.
Az 1540-es években egészségi állapota erősen leromlott, ezért, bár Granada érseke szerette volna tanácsosaként magával vinni a tridenti zsinatra (1545–1563), gyenge egészsége miatt nem vállalhatta az utazást. Fontos szerepet játszott az 1565. évi toledói zsinaton, amin a tridenti zsinat határozatainak megvalósításáról volt szó.
1569. május 10-én halt meg a Córdoba melletti Montillában. Ott is temették el a jezsuita templomban.
1894-ben boldoggá, 1970. május 31-én szentté avatták.

## Munkássága
A gondolatokra nyitottan tanulmányozta a reformátorok műveit. Behatóan foglalkozott Rotterdami Erasmus írásaival. Egy ideig maga is hajlott Luther tanai felé, mert azokban sok neki tetsző dolgot talált, különösen a Bibliáról és az egyházatyákról.
Fő műve a fogságában írt könyve, az Audi filia. Ezt egy Sancha Carrillo nevű előkelő fiatal hölgynek írta, aki — miután János megtérítette — az imádságnak és vezeklésnek szentelte életét. A könyvet az inkvizíció betiltotta.
Különféle munkákat is írt a papok cölibátusáról, a katolikus nevelésről és az oltári szentség tiszteletéről. Leveleiben és egyéb írásaiban különösen feltűnő a Szentírás alapos ismerete; az Ószövetséget és az Újszövetséget egyaránt idézte.